# Iglesia de San Bartolomé (Montuiri)
La iglesia de San Bartolomé es la parroquia de la villa española de Montuiri, en Mallorca.

## Historia
La primera iglesia documentada en Montuiri es Santa María de Monturi en una bula de Inocencio IV (1248) mencionada junto a San Pedro de Castellitx. Se ha especulado mucho sobre la ubicación y se perfilan dos posibilidades. La primera situaría la primitiva iglesia del siglo XIII en el barrio del Molinar, junto a Can Millordies. La segunda hipótesis defiende que el templo nunca se ha movido de lugar y siempre ha estado situado en el centro del pueblo. La iglesia actual está documentada desde el siglo XIV bajo el patronazgo de San Bartolomé. La cubierta fue reformada en 1515 y el campanario en 1552. A finales del siglo XVI el edificio sufrió una ampliación y la cubierta y la bóveda del presbiterio se reformaron entre 1750 y 1773. La escalera que da a la plaza Mayor, llamada los Escalones, fue construida en 1813. En la década de 1950 se llevó a cabo una nueva reforma que pudo recuperar algunos elementos góticos escondidos debajo de otros barrocos, pero destruyó el suelo original con sepulturas.

## Exterior

### Fachadas y portales
La fachada está rodeada de una calle empedrada que se encuentra elevada respecto a la calle y que se accede a través de tres escalinatas con doce escalones. Son los llamados escalones (o gravons, en pronunciación local). La fachada del portal de las mujeres (en pies de la nave principal) es muy sencilla. El portal es de dintel con frontón barroco que alberga un nicho con una imagen de una santa. Todo se turba protegido con un goterón de tejas y con un rosetón encima. El portal de los hombres (lateral a la nave principal) presenta jambas con volutas, coronado con un frontón con el escudo de Montuiri y con la fecha 1643. En la fachada encontramos un reloj moderno.

### Campanario
A la izquierda de la fachada se encuentra el campanario. Presenta una sección cuadrada con cinco cuerpos y coronado con un quinto con arcos ojivales por los lados. Un arco escarzano que sale de la izquierda de la torre conduce al callejón del Campanario que baja en una escalera.

## Interior

### Arquitectura
El interior del templo consta de una nave dividida en seis tramos cubierta con una bóveda de cañón y con lunetos en la parte superior. La decoración de la bóveda son seis medallones pictóricos, uno por cada tramo, donde también aparecen las fechas de la construcción de la cubierta. Las lunetas disponen de un ojo de buey en cada tramo con vidrieras fechadas en el siglo XX que representan diversos santos. En los laterales se encuentran seis capillas por lado con entrada de arco ojival. El presbiterio tiene una cubierta absidal avenerada. Al pie de la nave se encuentra una tribuna sostenida por un arco rebajado que deja paso a una bóveda de crucería con una clave de bóveda central con una imagen del escudo del pueblo. Encima presenta un órgano del siglo XVII y algunas telas de profetas pintadas por Jaume Martorell el 1775.

### Retablos
El retablo mayor es obra de Jaume Sastre Tamorer fechado en 1789. La estructura que presenta es de tres calles y dos pisos.

## Celebraciones y festividades
La iglesia parroquial es el principal centro de culto católico de la villa y término de Montuiri.
En Navidad se celebran las Matinés con el Canto de la Sibila, el Canto del Ángel y la Sermón de la Calenda.
El domingo después de la fiesta de San Antonio Abad (17 de enero) tiene lugar el oficio en honor del santo patrón de los animales y luego se llevan a cabo las benditas en la avenida del Dau.
Durante la Semana Santa se llevan a cabo las funciones correspondientes del Domingo de Ramos, Jueves Santo, Viernes Santo, Sábado Santo y el Día de Pascua. La parroquia es en general el lugar de comienzo y fin de las procesiones como también ocurre el Día del Corpus
El día de Nuestra Señora de la Asunción (15 de agosto), titular del templo, se celebra la festividad. En 2011 se recuperó el Lecho de la Virgen y los Cossiers de Montuiri se bailan ante la danza Gentil Señora.
El 23 de agosto, el sábado del patrón del pueblo, San Bartolomé apóstol, se celebran las completas en honor al santo después de que los Cossiers hayan acompañado a los curas de la Rectoría hasta la iglesia danzando los Pañuelos. El día del patrón (24 de agosto) los cossiers vuelven acompañar el clero y las autoridades hasta el templo para celebrar la misa solemne. Durante la misa los cossiers danzan la Oferta ante la figura del santo.